# Feuchy
Feuchy és un municipi francès situat al departament del Pas de Calais i a la regió dels Alts de França. L'any 2007 tenia 1.062 habitants.

## Demografia

### Població
El 2007 la població de fet de Feuchy era de 1.062 persones. Hi havia 420 famílies de les quals 96 eren unipersonals (44 homes vivint sols i 52 dones vivint soles), 148 parelles sense fills, 144 parelles amb fills i 32 famílies monoparentals amb fills.
La població ha evolucionat segons el següent gràfic:
Habitants censats

### Habitatges
El 2007 hi havia 439 habitatges, 424 eren l'habitatge principal de la família, 1 era una segona residència i 14 estaven desocupats. 427 eren cases i 12 eren apartaments. Dels 424 habitatges principals, 355 estaven ocupats pels seus propietaris, 61 estaven llogats i ocupats pels llogaters i 8 estaven cedits a títol gratuït; 6 tenien dues cambres, 28 en tenien tres, 136 en tenien quatre i 254 en tenien cinc o més. 337 habitatges disposaven pel capbaix d'una plaça de pàrquing. A 226 habitatges hi havia un automòbil i a 150 n'hi havia dos o més.

### Piràmide de població
La piràmide de població per edats i sexe el 2009 era:
| Homes | Edats   | Dones |
| ----- | ------- | ----- |
| 0     | 95 o +  | 0     |
| 0     | 90 a 94 | 4     |
| 0     | 85 a 89 | 4     |
| 0     | 80 a 84 | 4     |
| 16    | 75 a 79 | 12    |
| 20    | 70 a 74 | 24    |
| 28    | 65 a 69 | 44    |
| 32    | 60 a 64 | 16    |
| 36    | 55 a 59 | 48    |
| 36    | 50 a 54 | 60    |
| 40    | 45 a 49 | 40    |
| 44    | 40 a 44 | 24    |
| 48    | 35 a 39 | 44    |
| 48    | 30 a 34 | 40    |
| 40    | 25 a 29 | 12    |
| 20    | 20 a 24 | 64    |
| 28    | 15 a 19 | 36    |
| 48    | 10 a 14 | 24    |
| 48    | 5 a 9   | 40    |
| 24    | 0 a 4   | 24    |

## Economia
El 2007 la població en edat de treballar era de 708 persones, 476 eren actives i 232 eren inactives. De les 476 persones actives 444 estaven ocupades (248 homes i 196 dones) i 32 estaven aturades (15 homes i 17 dones). De les 232 persones inactives 89 estaven jubilades, 74 estaven estudiant i 69 estaven classificades com a «altres inactius».

### Ingressos
El 2009 a Feuchy hi havia 419 unitats fiscals que integraven 1.062,5 persones, la mediana anual d'ingressos fiscals per persona era de 18.061 €.

### Activitats econòmiques
Dels 50 establiments que hi havia el 2007, 4 eren d'empreses alimentàries, 1 d'una empresa de fabricació de material elèctric, 6 d'empreses de fabricació d'altres productes industrials, 4 d'empreses de construcció, 11 d'empreses de comerç i reparació d'automòbils, 3 d'empreses de transport, 5 d'empreses d'hostatgeria i restauració, 4 d'empreses financeres, 1 d'una empresa immobiliària, 5 d'empreses de serveis, 3 d'entitats de l'administració pública i 3 d'empreses classificades com a «altres activitats de serveis».
Dels 9 establiments de servei als particulars que hi havia el 2009, 2 eren tallers de reparació d'automòbils i de material agrícola, 1 guixaire pintor, 1 lampisteria, 2 empreses de construcció, 1 perruqueria i 2 restaurants.
L'any 2000 a Feuchy hi havia 13 explotacions agrícoles.

## Equipaments sanitaris i escolars
L'únic equipament sanitari que hi havia el 2009 era una farmàcia.
El 2009 hi havia 2 escoles elementals.

## Poblacions més properes
El següent diagrama mostra les poblacions més properes.